# لفحة بكتيرية على الزيتون
إن اللفحة البكتيرية على الزيتون تعتبر من أخطر الآفات التي تصيب أشجار الزيتون.

## العامل المسبب
```
 تسبب  هذا المرض 
البكتيريا
 من نوع  
Xylella fastidiosa
 و التي تنقسم إلى عدة أنواع. بالإضافة إلى أشجار
الزيتون فإن هذه البكتيريا تصيب  العديد من النباتات نذكر منها : كروم 
العنب
 (ولاية 
كاليفورنيا
```

الأمريكية) ، أشجار الخوخ (جنوب الولايات المتحدة الأمريكية)، الحمضيات ( البرازيل) ،
```
نبات 
الدفلى
، 
اللوز
 ، 
البرقوق
 ، 
المشمش
  و 
البن
  وكذلك 
البلوط
، 
الدردار
،
و 
عباد الشمس
.  ينتقل 
المرض
 عن طريق نوع معين من 
الحشرات
 الماصة هو  نطاط الأوراق 
```

من فصيلة Cicadellidae و الذي يطير لمسافات قصيرة .أما الانتقال لمسافات طويلة فإنه يتم عن طريق
```
نقل النباتات المصابة. كما أن هناك  وسائل أخرى محتملـة لنقل المرض و هي 
الثمار
 ،
```

الخشب ،الأزهار و البزور
و الأوراق لكن هذه الوسائل قليلة الفاعلية. 

و تعتبر هذه البكتيريا من أهم عشرة مسببات بكتيرية لآفات النبات، و هي:
- Ralstonia solanacearum
- Pseudomonas syringae pathovars
- Agrobacterium tumefaciens
- Xanthomonas oryzae pv. oryzae
- Xanthomonas campestris pathovars
- Xanthomonas axonopodis pathovars
- Erwinia amylovora
- Xylella fastidiosa
- Dickeya (dadantii and solani)
- Pectobacterium carotovorum و Pectobacterium atrosepticum.

## أعراض المرض
أولى الأعراض التي تظهر على قمم الأشجار حيث تذبل الأوراق وتيبس، ثم تصاب الأغصان وتبدأ الأشجار تضعف إلى أن تموت تماما في الحالات الحادة.
كما يجب التنويه بأن هناك نباتات يمكنها أن تحمل البكتيريا دون أن تظهر عليها علامات المرض، وهذا ما يزيد من خطورته.

## إنتشار المرض
ينتشر المرض حاليا فقط في جنوب إيطاليا .حيث ظهر سنة 2013 ،و أصاب حوالي 8000 هكتار من أشجار الزيتون حتى يومنا هذا ( نوفمبر2014). و نظرا لخطورة هذه الآفة و تعدد النباتات التي تصيبها فإن الكثير من الدول الأوروبية قد وضعت مصالح حماية النباتات لديها في حالة التأهب.

## طرق المكافحة
لا يوجد وسيلة للقضاء على هذا المرض ، لذا لا بد من اتخاذ اجراءات وقائية لاحتواء تفشي المرض ، والتركيز على النباتات المصابة والحشرات الناقلة

## روابط خارجية
- http://meleigi.com/news.php?action=view&id=354
- http://www.oloommagazine.com/Articles/ArticleDetails.aspx?ID=2758
- http://www.corsematin.com/article/corse/la-xylella-fastidiosa-sous-haute-surveillance.1552165.html
- http://amgar.blog.processalimentaire.com/audit/sante-vegetaux-foyer-xylella-fastidiosa-en-italie-dommages-les-oliviers/
- http://foodlawlatest.com/2014/07/17/plant-health-xylella-fastidiosa-outbreak-in-italy-and-damages-to-olive-trees/